# Sister Boniface Mysteries
Sister Boniface Mysteries ist eine britische Fernsehkrimiserie, die von den BBC Studios und dem Streamingdienst BritBox produziert wird. Sie hatte am 8. Februar 2022 auf BritBox Premiere. In Deutschland begann die Ausstrahlung am 10. Januar 2024 auf One. Sie ist ein Ableger der Fernsehkrimiserie Father Brown, da die Figur der Schwester Boniface in „Die Braut Christi“, einer Episode von Father Brown aus dem Jahr 2013, vorgestellt wurde.
Im Juli 2024 begannen in den Cotswolds die Dreharbeiten zu einer 4. Staffel inklusive einer Weihnachtsepisode.

## Handlung

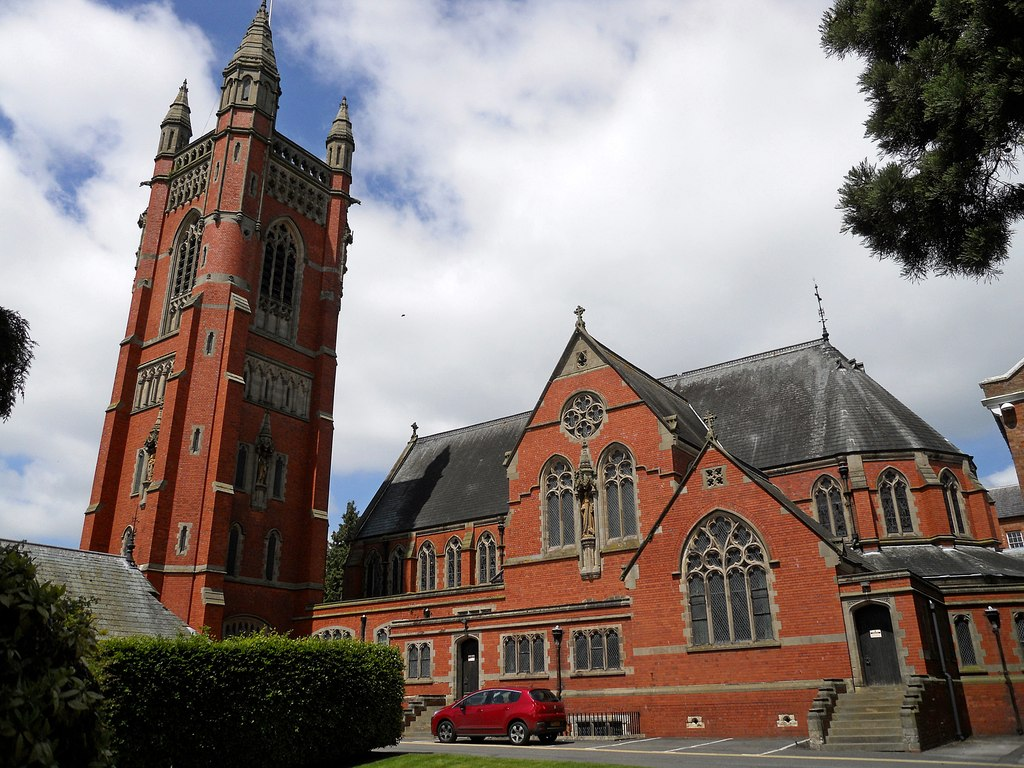
Das Princethorpe College, in Princethorpe nahe Rugby, dient in der Serie als St. Vincent’s Convent

Die Serie spielt im England der frühen 1960er Jahre. Schwester Boniface ist eine katholische Nonne im St. Vincent’s Convent in der fiktiven Stadt Great Slaughter in den Cotswolds. Zusätzlich zu ihren religiösen Pflichten im Kloster stellt sie Wein her und verfügt über einen Doktortitel in Forensik, der es ihr ermöglicht, als wissenschaftliche Beraterin der örtlichen Polizei bei Ermittlungen zu fungieren. Die drei regelmäßig vorgestellten Polizisten sind DI Sam Gillespie (in Episode 9 als ehemaliger Armeeoffizier entlarvt), DS Felix Livingstone (von der Polizei von Bermuda abgeordnet) und WPC Peggy Button.

## Besetzung

### Hauptrollen
- Lorna Watson: Sister Boniface
- Max Brown: DI Sam Gillespie
- Jerry Iwu: DS Felix Livingstone
- Ami Metcalf: WPC Peggy Button
- Miranda Raison: Ruth Penny

### Nebenrollen
- Belinda Lang: Mrs. Clam
- Carolyn Pickles: Reverend Mother Adrian
- Virginia Fiol: Sister Reginald
- Tina Chiang: Sister Peter
- David Sterne: Tom Thomas
- Ivan Kaye: Ted Button
- Sarah Crowden: Miss Thimble
- Robert Daws: Hector Lowsley
- Mat Fraser: Clement Rugg, Reporter
- Jack Gouldbourne: Norman Walley

### Gastrolle
- Mark Williams: Pater Brown

## Episodenliste

### Staffel 1
| Nr. (ges.) | Nr. (St.) | Deutscher Titel               | Originaltitel              | Erstausstrahlung Vereinigtes Königreich | Deutschsprachige Erstausstrahlung (D) | Regie          | Drehbuch          | Zuschauer (UK) |
| ---------- | --------- | ----------------------------- | -------------------------- | --------------------------------------- | ------------------------------------- | -------------- | ----------------- | -------------- |
| 1          | 1         | Willkommen in Great Slaughter | Unnatural Causes           | 8. Feb. 2022                            | 10. Jan. 2024                         | Paul Gibson    | Jude Tindall      | N/A            |
| 2          | 2         | Kamera läuft!                 | Lights, Camera, Murder!    | 8. Feb. 2022                            | 17. Jan. 2024                         | Merlyn Rice    | Dominique Moloney | N/A            |
| 3          | 3         | Die Liebe ist ein Puzzle      | Love and Other Puzzles     | 15. Feb. 2022                           | 24. Jan. 2024                         | Ian Barber     | Kitty Percy       | N/A            |
| 4          | 4         | Bruderherz                    | My Brother's Keeper        | 15. Feb. 2022                           | 31. Jan. 2024                         | John Maidens   | Kit Lambert       | N/A            |
| 5          | 5         | Machtspiele                   | Scoop!                     | 22. Feb. 2022                           | 7. Feb. 2024                          | John Maidens   | Kit Lambert       | N/A            |
| 6          | 6         | Die Band                      | Song for the Dead          | 22. Feb. 2022                           | 14. Feb. 2024                         | John Maidens   | Oliver Frampton   | N/A            |
| 7          | 7         | Kürbis & Co.                  | Dem Bones                  | 1. März 2022                            | 21. Feb. 2024                         | Ian Barber     | Michelle Lipton   | N/A            |
| 8          | 8         | Königin der Küche             | Queen of the Kitchen       | 1. März 2022                            | 28. Feb. 2024                         | Merlyn Rice    | Tahsin Güner      | N/A            |
| 9          | 9         | Brücken bauen                 | Sister Town                | 8. März 2022                            | 6. März 2024                          | Dominic Keavey | Oliver Frampton   | N/A            |
| 10         | 10        | Schöner Schein                | Crimes and Miss Demeanours | 8. März 2022                            | 13. März 2024                         | Dominic Keavey | Jude Tindall      | N/A            |

### Staffel 2
| Nr. (ges.) | Nr. (St.) | Deutscher Titel       | Originaltitel                  | Erstausstrahlung Vereinigtes Königreich | Deutschsprachige Erstausstrahlung (D) | Regie        | Drehbuch          | Zuschauer (UK) |
| ---------- | --------- | --------------------- | ------------------------------ | --------------------------------------- | ------------------------------------- | ------------ | ----------------- | -------------- |
| 11         | 1         | Kein Kinderspiel      | Don't Try This at Home         | 3. Apr. 2023                            | 19. Feb. 2025                         | Ian Barber   | Jude Tindall      | N/A            |
| 12         | 2         | Blaues Blut           | The Shadow of Baron Battenberg | 3. Apr. 2023                            | 26. Feb. 2025                         | John Maidens | Dominique Maloney | N/A            |
| 13         | 3         | Goldener Käfig        | The It Girl                    | 11. Apr. 2023                           | 5. März 2025                          | Ian Barber   | Neil Irvine       | N/A            |
| 14         | 4         | Das Buch der Schatten | The Book of Shadows            | 11. Apr. 2023                           | 12. März 2025                         | Judith Dine  | Dan Muirden       | N/A            |
| 15         | 5         | Geheime Botschaft     | St George’s Defence            | 18. Apr. 2023                           | 19. März 2025                         | Merlyn Rice  | Kit Lambert       | N/A            |
| 16         | 6         | Schmutzige Wäsche     | A Tight Squeeze                | 18. Apr. 2023                           | 26. März 2025                         | Judith Dine  | Ed Sellek         | N/A            |
| 17         | 7         | Die Talentshow        | Stiff Competition              | 22. Apr. 2023                           | 2. Apr. 2025                          | John Maidens | Jude Tindall      | N/A            |
| 18         | 8         | Der Piratensender     | Dead Air                       | 22. Apr. 2023                           | 9. Apr. 2025                          | Paul Gibson  | Oliver Frampton   | N/A            |
| 19         | 9         | Lampenfieber          | Stage Fright                   | 29. Apr. 2023                           | 16. Apr. 2025                         | Paul Gibson  | Kitty Percy       | N/A            |
| 20         | 10        | Der Gute Samariter    | The Good Samaritan             | 29. Apr. 2023                           | 23. Apr. 2025                         | Merlyn Rice  | Jude Tindall      | N/A            |

### Staffel 3
| Nr. (ges.) | Nr. (St.) | Deutscher Titel                 | Originaltitel           | Erstausstrahlung Vereinigtes Königreich | Deutschsprachige Erstausstrahlung (D) | Regie                   | Drehbuch        | Zuschauer (UK) |
| ---------- | --------- | ------------------------------- | ----------------------- | --------------------------------------- | ------------------------------------- | ----------------------- | --------------- | -------------- |
| 21         | 1         | Der Tod holt dich ein           | Never Too Deadly to Die | 7. Juni 2024                            | 7. Mai 2025                           | Paul Gibson             | Edward Sellek   | N/A            |
| 22         | 2         | Das Haus der sonderbaren Puppen | House of Misfit Dolls   | 14. Juni 2024                           | 14. Mai 2025                          | Kodjo Tsakpo            | Asher Pirie     | N/A            |
| 23         | 3         | Professor Y                     | Professor Y             | 21. Juni 2024                           | 21. Mai 2025                          | Paul Gibson             | Neil Irvine     | N/A            |
| 24         | 4         | Ein duftender Mord              | A Fragrant Scandal      | 28. Juni 2024                           | 28. Mai 2025                          | Diana Patrick           | Kate Traill     | N/A            |
| 25         | 5         | Eine mörderische Melodie        | How to Murder a Tune    | 5. Juli 2024                            | 4. Juni 2025                          | Diana Patrick           | Lisa McMullin   | N/A            |
| 26         | 6         | Nicht nur ein Spiel             | It’s Just Not Cricket   | 12. Juli 2024                           | 11. Juni 2025                         | Kodjo Tsakpo            | Adam Hughes     | N/A            |
| 27         | 7         | Alles für die Schönheit         | A Beautiful World       | 19. Juli 2024                           | 18. Juni 2025                         | Miranda Howard-Williams | Dan Muirden     | N/A            |
| 28         | 8         | Von der Schippe gesprungen      | Toast to the Newly Dead | 26. Juli 2024                           | 25. Juni 2025                         | Miranda Howard-Williams | Oliver Frampton | N/A            |

### Weihnachtsepisoden
Im Original ist The Star of the Orient ein zweistündiger Film. Bei der Ausstrahlung auf One wird er in zwei Teilen gezeigt.
| Nr. (ges.) | Nr. (St.) | Deutscher Titel                | Originaltitel          | Erstausstrahlung Vereinigtes Königreich | Deutschsprachige Erstausstrahlung (D) | Regie       | Drehbuch     | Zuschauer (UK) |
| ---------- | --------- | ------------------------------ | ---------------------- | --------------------------------------- | ------------------------------------- | ----------- | ------------ | -------------- |
| 1          | 1         | Der Stern des Orients – Teil 1 | The Star of the Orient | 19. Dez. 2023                           | 30. Apr. 2025                         | Ian Barber  | Jude Tindall | N/A            |
| 2          | 2         | Der Stern des Orients – Teil 2 | "                      | "                                       | 30. Apr. 2025                         | Ian Barber  | Jude Tindall | N/A            |
| 3          | 3         | –                              | Once Upon a Time       | 19. Dez. 2024                           | –                                     | Paul Gibson | Jude Tindall | N/A            |